# Sociosexualidad
La sociosexualidad, también conocida como orientación sociosexual, es la disposición personal a mantener relaciones sexuales fuera de una relación estable. Los individuos con más restricciones sociosexuales están menos dispuestas a mantener relaciones sexuales casuales; prefieren tener más amor, compromiso y cercanía emocional con su pareja antes de tener relaciones sexuales con sus parejas románticas. Los individuos sin restricciones sociosexuales están más dispuestas a mantener relaciones sexuales casuales y se sienten más cómodas practicando sexo sin amor, compromiso o cercanía emocional.

## Medición
El Inventario de Orientación Sociosexual Revisado (Sociosexual Orientation Inventory o SOI-R) fue diseñado para medir la sociosexualidad, las puntuaciones altas indican una orientación no restringida, mientras que las puntuaciones bajas indican una orientación más restringida. El SOI-R también permite evaluar por separado tres facetas de la sociosexualidad: comportamiento, actitud y deseo.

## Diferencias de género y orientación sexual
Los hombres suelen tener puntuaciones más altas de SOI-R y ser más flexibles que las mujeres en diversas culturas.Sin embargo, hay más variabilidad en las puntuaciones dentro de cada género que entre hombres y mujeres, lo que indica que, aunque el hombre promedio es menos restrictivo que la mujer promedio, los individuos pueden variar en sociosexualidad independientemente de su género.
Las actitudes sociosexuales de las mujeres bisexuales son mucho menos restrictivas que las de las mujeres lesbianas y heterosexuales. Las mujeres bisexuales son también las que tienen un comportamiento sociosexual menos restringido, seguidas de las lesbianas y por último, las heterosexuales.Los hombres gay y bisexuales son similares a los hombres heterosexuales en cuanto a actitudes sociosexuales, en el sentido de que expresan actitudes mas flexibles en relación con las mujeres. Sin embargo, los hombres homosexuales son los que presentan un comportamiento sociosexual menos restringido, seguidos de los bisexuales y por último, los heterosexuales. Esto puede deberse a que los hombres homosexuales tienen más parejas potenciales que prefieren encuentros sexuales casuales a corto plazo.
La sociosexualidad sin restricciones se asocia a experiencias sexuales tempranas, una actividad sexual más frecuente y un mayor número de parejas sexuales a lo largo de la vida. Los hombres sin restricciones tienden a tener una mayor aceptación del concepto de violación, agresiones sexuales en el pasado y actitudes más conservadoras hacia las mujeres que los hombres con restricciones. Las mujeres sin restricciones tienden a tener más fantasías sexuales en las que ejercen poder o control sobre otra persona y presentan niveles más bajos de conservadurismo sexual que las mujeres con restricciones.

## Diferencias individuales
Los individuos sin restricciones sociosexuales tienden a puntuar más alto en cuanto a su disposición a experimentar,ser más extravertidos,menos agradables,menos honestos y humildes,más erotofílicos,impulsivos,propensos a correr riesgos,a tener un patrón de apego evitativo,menos propensos a tener un patrón de apego seguro,a puntuar más alto en los rasgos de la tríada oscura (narcisismo, maquiavelismo, psicopatía).Una mayor presencia de rasgos de masculinidady nocturnidaden las mujeres está relacionada con una sociosexualidad sin restricciones. La elevada automonitorización también se relaciona con una sociosexualidad sin restricciones, independientemente del sexo o la orientación sexual.
Los individuos con una orientación religiosa intrínseca (la religión como fin) tienden a ser sociosexualmente restringidos, mientras que los que tienen una orientación religiosa extrínseca (la religión como medio para alcanzar objetivos no religiosos) tienden a tener una sociosexualidad sin restricciones.

## Tendencias de reproducción

### Motivos
Las mujeres sin restricciones están más motivadas a mantener relaciones sexuales ocasionales que las mujeres con restricciones, debido a que perciben más beneficios asociados al coito a corto plazo. Entre ellos se incluyen los beneficios sexuales, por ejemplo, experimentar la novedad de una nueva pareja, los beneficios económicos como recibir regalos caros y la mejora de las habilidades de seducción. La sociosexualidad no se asocia a beneficios a corto plazo para los hombres.
Los hombres sin restricciones, cuando ven mujeres atractivas se interesan más por su atractivo físico, mientras que los hombres con restricciones muestran más interés por los rasgos sociales que se supone que poseen las mujeres atractivas. Las mujeres sin restricciones muestran más interés por la popularidad de los hombres atractivos y menos por su disposición a comprometerse, en comparación con las mujeres con restricciones.

### Preferencias de pareja
Los hombres y las mujeres con una orientación sociosexual no restringida consideran más deseables las parejas a corto plazo con mayor experiencia sexual, mientras que las mujeres con restricciones perciben como deseable la inexperiencia sexual de sus parejas.Los individuos sin restricciones dan más importancia al atractivo físico y al atractivo sexual de la pareja, mientras que los individuos con restricciones dan más importancia a las características que indican buenas cualidades personales y como padres (amables, responsables, fieles).La valoración del atractivo sexual es más variable en los hombres sin restricciones que en los que las tienen.
Los individuos son capaces de evaluar con precisión la sociosexualidad de rostros reales y generados por computadora, asociándose la sociosexualidad sin restricciones con un mayor atractivo en los rostros femeninos y una mayor masculinidad en los rostros masculinos. Las mujeres suelen preferir rostros masculinos asociados a una sociosexualidad restringida, mientras que los hombres prefieren rostros femeninos sin restricciones, tanto para parejas a corto como a largo plazo.

### Interacciones en las relaciones
Las mujeres sin restricciones afirman tener más interacciones sociales diarias con hombres que las mujeres con restricciones. Sin embargo, las personas sin restricciones consideran que sus interacciones con sus amigos más íntimos (no románticos) son de menor calidad, es decir, menos agradables y satisfactorias que las que tienen las personas con restricciones.Los individuos sin restricciones también son más propensos a ver el engaño o la infidelidad como algo aceptable bajo ciertas circunstancias como por ejemplo, cuando se está involucrado en una mala relación y afirman ser más infieles que los individuos con restricciones.La relación entre la orientación sociosexual y la infidelidad está mediada por el compromiso, lo que significa que los individuos sin restricciones suelen ser infieles porque están menos comprometidos con su pareja que los individuos con restricciones.

## Hormonas
Las personas en pareja suelen tener niveles de testosterona más bajos que las personas solteras. Sin embargo, este patrón solo se observó en personas con una sociosexualidad restringida. Las parejas, sin restricciones, de hombres y mujeres tienen niveles de testosterona similares al de las personas solteras.

## Cultura
En las regiones con una alta prevalencia de enfermedades infecciosas, tanto los hombres como las mujeres declaran niveles más bajos de sociosexualidad, ya que los costes de un estilo de vida sin restricciones pueden ser mayores que los beneficios.

## Consecuencias
El hecho de tener una sociosexualidad sin restricciones parece aumentar la probabilidad de tener un hijo entre un 12% y un 19% según las encuestas estadounidenses.Esto puede explicarse por la generalizada hipótesis de Trivers-Willard, que establece que los padres que posean algún rasgo heredable que aumente el éxito reproductivo de los varones por encima del de las mujeres tendrán más hijos, también tendrán más hijas si poseen rasgos que aumenten el éxito reproductivo de las mujeres por encima del de los varones.Debido a que la sociosexualidad sin restricciones aumenta la aptitud reproductiva de los hijos más que la de las hijas, ya que los varones tienen el potencial de tener más descendencia a través del sexo ocasional, los padres sin restricciones tienen una proporción de hijos varones en la descendencia superior a la esperada.

## Teorías relevantes

### Teoría de la inversión parental
Según la teoría de la inversión parental, el género que más invierte en la descendencia tiende a ser más discriminatorio y a imponer más restricciones sociosexuales (normalmente las mujeres, debido al embarazo, el parto y la lactancia).En un año, una mujer puede dar a luz una vez, salvo en caso de embarazo múltiple, independientemente del número de parejas que haya tenido, mientras que un hombre puede tener potencialmente más hijos que el número de mujeres con las que se haya acostado debido a los partos múltiples. Por lo tanto, las mujeres deben ser más selectivas y prudentes a la hora de tener hijos con parejas que posean buenos genes y recursos, que puedan mantener a la descendencia potencial. Sin embargo, los hombres pueden aumentar su aptitud reproductiva sin restricciones y tener muchos hijos con muchas mujeres. Así, al no tener que invertir tanto físicamente, los hombres suelen tener una sociosexualidad más libre.

### Teoría de la proporción de sexos
La proporción de sexos operativa es el número de hombres que compiten sexualmente frente al número de mujeres que compiten sexualmente en el grupo de apareamiento local.Las proporciones altas indican que hay más hombres que mujeres disponibles, mientras que las bajas implican que hay más mujeres que hombres disponibles sexualmente. Las altas proporciones de hombres se asocian con puntuaciones más bajas en el Inventario de Orientación Sociosexual, esto se debe a que los hombres deben satisfacer la preferencia de las mujeres por las relaciones monógamas a largo plazo si quieren competir eficazmente por el número limitado de mujeres. Una baja proporción de hombres disponibles sexualmente se correlaciona con una sociosexualidad sin restricciones, debido a que los hombres pueden permitirse exigir más sexo ocasional si son relativamente escasos y demandados.

### Teoría del pluralismo estratégico
El pluralismo estratégico sugiere que las mujeres evolucionaron para evaluar a los hombres en función de dos aspectos: su capacidad para ser un buen proveedor para la descendencia y su calidad genética. El entorno local podría haber influido en las características de la pareja preferidas por las mujeres. En entornos exigentes en los que el cuidado biparental era fundamental para la supervivencia infantil, las mujeres debieron valorar más las buenas cualidades parentales, lo que llevó a los hombres a adoptar una sociosexualidad más restringida e invertir más en su descendencia para garantizar la supervivencia de sus hijos. En entornos con prevalencia de enfermedades, los genes buenos que ayudarían a la descendencia a resistir a los patógenos deberían haber sido priorizados por las mujeres, lo que habría llevado a los hombres sanos a ser más libres sociosexualmente para transmitir sus genes a mucha descendencia.

### Teoría de las estructuras sociales
Según la teoría social estructural, la división del trabajo y las expectativas sociales son factores que contribuyen a las diferencias de género en la sociosexualidad. En las culturas con roles de género más tradicionales, donde las mujeres tienen menos libertad que los hombres, estas diferencias son mayores. En estas sociedades, en las que las mujeres tienen menos acceso al poder y al dinero que los hombres, se espera que las mujeres tengan menos libertad sexual y que solo mantengan relaciones sexuales con hombres en el contexto de una relación comprometida, mientras que los hombres pueden no tener restricciones sexuales si lo desean. En las sociedades más igualitarias, donde hombres y mujeres tienen el mismo acceso al poder y al dinero, la diferencia de género en la sociosexualidad es menos pronunciada, ya que los individuos pueden adoptar el papel social del otro género.